# Stanisław Orzechowski
Stanisław Orzechowski (latinsky Stanislaus Orichovius s přídomky Polonus, Ruthenus nebo Roxolanus; ukrajinsky Станіслав Оріховський; 11. listopadu 1513 – 1566) byl polsko-ukrajinský humanista, povoláním římskokatolický kněz. Jeho otec byl polský katolík, matka byla dcerou pravoslavného kněze z území dnešní Ukrajiny. On sám se hlásil k oběma národům („Gente Ruthenus, natione Polonus“ – ruského rodu, národem Polák), je však považován především za raného představitele polského nacionalismu a obhájce práv polské šlechty. Studoval na řadě univerzit ve střední Evropě i Itálii. Bojoval proti povinnému celibátu duchovních a sám se roku 1551 oženil, což mu přineslo potíže s církevní vrchností. Až na krátkou protestantskou epizodu však celý život zůstal katolíkem a v posledních letech života proti protestantismu polemizoval. Psal polsky a latinsky.